# Toto Cup Al 2018-2019
La Toto Cup Al 2018-2019 è stata la 34ª edizione del torneo e la 13ª che riguarda soltanto le squadre che partecipano alla Ligat ha'Al. È iniziata il 28 luglio 2018 ed è terminata il 26 settembre dello stesso anno. Il Maccabi Tel Aviv ha vinto il titolo per la sesta volta nella sua storia.

## Formula
Nella nuova formula introdotta da questa edizione i quattro club impegnati nella Champions League 2018-2019 e nella Europa League 2018-2019 (Hapoel Be'er Sheva, Maccabi Tel Aviv, Beitar Gerusalemme e Hapoel Haifa) non prenderanno parte alla fase a gironi a differenza delle altre dieci squadre, divise in due gironi.
Alla fine della fase a gironi ciascuno dei vincitori del gruppo si qualificherà alle semifinali. La vincente della Supercoppa di Israele 2018 tra Hapoel Be'er Sheva e Hapoel Haifa avanzerà in una delle semifinali (incontrando il vincitore del gruppo con il minor punteggio accumulato), mentre il Maccabi Tel Aviv e Beitar Gerusalemme disputeranno una partita per accedere all'altra semifinale (incontrando il vincitore del gruppo con il maggior numero di punti accumulati). Tutti i club parteciperanno ai play-off di classificazione.

## Squadre partecipanti
- Ashdod
- Beitar Gerusalemme
- Bnei Sakhnin
- Bnei Yehuda
- Hapoel Be'er Sheva
- Hapoel Hadera
- Hapoel Haifa

- Hapoel Ra'anana
- Hapoel Tel Aviv
- Ironi K. Shmona
- Maccabi Haifa
- Maccabi Netanya
- Maccabi Petah Tiqwa
- Maccabi Tel Aviv

## Fase a gironi

### Girone A
| Pos. | Squadra         | Pt | G | V | N | P | GF | GS | DR |
| ---- | --------------- | -- | - | - | - | - | -- | -- | -- |
| 1.   | Maccabi Haifa   | 8  | 4 | 2 | 2 | 0 | 9  | 4  | +5 |
| 2.   | Maccabi Netanya | 8  | 4 | 2 | 2 | 0 | 8  | 5  | +3 |
| 3.   | Bnei Sakhnin    | 6  | 4 | 1 | 3 | 0 | 3  | 2  | +1 |
| 4.   | Ironi K. Shmona | 3  | 4 | 1 | 0 | 3 | 5  | 7  | -2 |
| 5.   | Hapoel Hadera   | 1  | 4 | 0 | 1 | 3 | 2  | 9  | -7 |

|                 | BnS   | HHa   | IKS   | MHa   | MNe   |
| Bnei Sakhnin    |       | 0 - 0 |       | 1 - 1 |       |
| Hapoel Hadera   |       |       | 0 - 2 | 0 - 4 |       |
| Ironi K. Shmona | 0 - 1 |       |       |       | 1 - 3 |
| Maccabi Haifa   |       |       | 3 - 2 |       | 1 - 1 |
| Maccabi Netanya | 1 - 1 | 3 - 2 |       |       |       |

### Girone B
| Pos. | Squadra             | Pt | G | V | N | P | GF | GS | DR |
| ---- | ------------------- | -- | - | - | - | - | -- | -- | -- |
| 1.   | Hapoel Tel Aviv     | 10 | 4 | 3 | 1 | 0 | 10 | 2  | +8 |
| 2.   | Maccabi Petah Tiqwa | 5  | 4 | 1 | 2 | 1 | 4  | 2  | +2 |
| 3.   | Bnei Yehuda         | 5  | 4 | 1 | 2 | 1 | 7  | 9  | -2 |
| 4.   | Hapoel Ra'anana     | 4  | 4 | 1 | 1 | 2 | 4  | 6  | -2 |
| 5.   | Ashdod              | 2  | 4 | 0 | 2 | 2 | 3  | 9  | -6 |

|                 | Ash   | BnY   | HRa   | HTA   | MPT   |
| Ashdod          |       |       | 0 - 0 | 0 - 3 |       |
| Bnei Yehuda     | 3 - 3 |       | 4 - 2 |       |       |
| Hapoel Ra'anana |       |       |       | 1 - 2 | 1 - 0 |
| Hapoel Tel Aviv |       | 4 - 0 |       |       | 1 - 1 |
| M. Petah Tiqwa  | 3 - 0 | 0 - 0 |       |       |       |

### Supercoppa
| 28 luglio 2018 |                 |                    |
| Hapoel Haifa   | 1 – 1 (5-4 dtr) | Hapoel Be'er Sheva |

### Spareggio fase finale
| 29 luglio 2018   |       |                    |
| Maccabi Tel Aviv | 1 – 0 | Beitar Gerusalemme |

## Play-off piazzamento

### Tredicesimo posto
| Ashdod 18 agosto 2018, ore 18:45 UTC+3                            | Ashdod    | 1 – 2                 | Hapoel Hadera | Stadio HaYud-Alef |
| \| \| \| \| \| Azriel 2’ \| Marcatori \| 9’ Plumain 27’ Khatib \| |           |                       |               |                   |
|                                                                   |           |                       |               |                   |
| Azriel 2’                                                         | Marcatori | 9’ Plumain 27’ Khatib |               |                   |

### Undicesimo posto
| Ramat Gan 18 agosto 2018, ore 18:45 UTC+3   | Hapoel Ra'anana | 1 – 0 | Ironi K. Shmona | Stadio Ramat Gan |
| \| \| \| \| \| Tomer 54’ \| Marcatori \| \| |                 |       |                 |                  |
|                                             |                 |       |                 |                  |
| Tomer 54’                                   | Marcatori       |       |                 |                  |

### Nono posto
| Petah Tiqwa 18 agosto 2018, ore 18:45 UTC+3  | Bnei Yehuda          | 0 – 0 | Bnei Sakhnin | Stadio HaMoshava |
| \| \| \| \| \| \| Tiri di rigore 4 – 5 \| \| |                      |       |              |                  |
|                                              |                      |       |              |                  |
|                                              | Tiri di rigore 4 – 5 |       |              |                  |

### Settimo posto
| Gerusalemme 18 agosto 2018, ore 21:00 UTC+3                                   | Beitar Gerusalemme | 1 – 3                             | Maccabi Petah Tiqwa | Stadio Teddy Kollek |
| \| \| \| \| \| Vered 73’ \| Marcatori \| 18’ Kaniuk 59’ Danino 87’ Solomon \| |                    |                                   |                     |                     |
|                                                                               |                    |                                   |                     |                     |
| Vered 73’                                                                     | Marcatori          | 18’ Kaniuk 59’ Danino 87’ Solomon |                     |                     |

### Quinto posto
| Be'er Sheva 19 agosto 2018, ore 19:30 UTC+3                       | Hapoel Be'er Sheva | 2 – 1    | Maccabi Netanya | Stadio Yaakov Turner |
| \| \| \| \| \| Melamed 51’ Ghadir 82’ \| Marcatori \| 89’ Saba \| |                    |          |                 |                      |
|                                                                   |                    |          |                 |                      |
| Melamed 51’ Ghadir 82’                                            | Marcatori          | 89’ Saba |                 |                      |

## Fase finale

### Squadre qualificate
- Hapoel Haifa - Vincitrice Supercoppa d'Israele 2018
- Maccabi Tel Aviv - Vincitrice Spareggio fase finale
- Maccabi Haifa - Vincitrice Girone A
- Hapoel Tel Aviv - Vincitrice Girone B

### Semifinali
| 19 agosto 2018   |                 |                 |
| Maccabi Tel Aviv | 4 – 1           | Hapoel Tel Aviv |
| 20 agosto 2018   |                 |                 |
| Hapoel Haifa     | 1 – 1 (2-3 dtr) | Maccabi Haifa   |

### Finale
| Petah Tiqwa 26 settembre 2018, ore 20:45 UTC+3                  | Maccabi Haifa | 1 – 2 referto       | Maccabi Tel Aviv | Stadio HaMoshava |
| \| \| \| \| \| Awaed 42’ \| Marcatori \| 32’ Atzili 85’ Atar \| |               |                     |                  |                  |
|                                                                 |               |                     |                  |                  |
| Awaed 42’                                                       | Marcatori     | 32’ Atzili 85’ Atar |                  |                  |

## Classifica finale
| Pos | Squadra             | V-P-S |
| --- | ------------------- | ----- |
| 1°  | Maccabi Tel Aviv    | 3-0-0 |
| 2°  | Maccabi Haifa       | 2-2-1 |
| 3°  | Hapoel Haifa        | 1-1-0 |
| 4°  | Hapoel Tel Aviv     | 3-1-1 |
| 5°  | Hapoel Be'er Sheva  | 1-1-0 |
| 6°  | Maccabi Netanya     | 2-2-1 |
| 7°  | Maccabi Petah Tiqwa | 2-2-1 |
| 8°  | Beitar Gerusalemme  | 0-0-2 |
| 9°  | Bnei Sakhnin        | 1-4-0 |
| 10° | Bnei Yehuda         | 1-3-1 |
| 11° | Hapoel Ra'anana     | 2-1-2 |
| 12° | Ironi K. Shmona     | 1-0-4 |
| 13° | Hapoel Hadera       | 1-1-3 |
| 14° | Ashdod              | 0-2-3 |